# Conus branhamae
Conus branhamae is een in de zee levende slakkensoort uit het geslacht Conus. De slak behoort tot de familie Conidae. Conus branhamae werd in 1953 beschreven door Clench. Net zoals alle soorten binnen het geslacht Conus zijn deze slakken roofzuchtig en giftig. Zij bezitten een harpoenachtige structuur waarmee ze hun prooi kunnen steken en verlammen.